# گودبراندزدالن
گودبراندزدالن (به لاتین: Gudbrandsdalen) یک منطقهٔ مسکونی در نروژ است که در اوپلاند (نروژ) واقع شده‌است. گودبراندزدالن ۱۵٬۳۴۰ کیلومتر مربع مساحت و ۶۹٬۸۲۴ نفر جمعیت دارد.